# Megapodius layardi
Megapodius layardi (лат.) — вид птиц из семейства большеногов. Эндемик Вануату, зафиксирован на большинстве островов к северу от Эфате. Живёт в тропических и субтропических лесах. Видовое название дано в честь английского натуралиста Эдгара Лейарда (1824—1900).

## Внешний вид
Небольшие большеноги с длиной тела до 32 см. Оперение чёрного цвета. Лицо неоперённое, красного цвета, клюв жёлтый. Ноги крепкие, жёлтого цвета. Птенцы монотонно бурые.